# Доња Лешница
Доња Лешница (мкд. Долна Лешница) је насеље у Северној Македонији, у северном делу државе. Доња Лешница припада општине Желино.

## Географија
Насеље Доња Лешница је смештено у северном делу Северне Македоније. Од најближег већег града, Тетова, насеље је удаљено 12 km источно.
Доња Лешница се налази у доњем делу историјске области Полог. Насеље је положено на брдима источно од Полошког поља. Даље ка југоистоку се издиже Сува гора. Надморска висина насеља је приближно 510 метара.
Клима у насељу је умерено континентална.

## Становништво
Доња Лешница је према последњем попису из 2002. године имала 625 становника.
Претежно становништво у насељу су Албанци (99%).
Већинска вероисповест је ислам.